# Jānis Zālītis (Politiker)

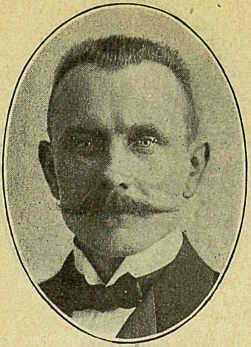
Jānis Zālītis (1913)

Jānis Zālītis (* 27. Juli 1874 in Sausnēja, Kreis Cēsu, Gouvernement Livland, Russisches Kaiserreich; † 9. Dezember 1919 in Riga) war ein lettischer Rechtsanwalt und Politiker, der unter anderem von 1912 bis 1917 Abgeordneter der Russischen Staatsduma, einer der Organisatoren der Lettischen Schützenbataillone, Mitglied des Provisorischen Lettischen Nationalrats und des Lettischen Volksrates sowie zwischen 1918 und 1919 erster Verteidigungsminister der Republik Lettland war.

## Leben
Jānis Zālītis, Sohn des Zimmermanns Pēteris Zālītis (1851–1887), begann seine Ausbildung an der orthodoxen Gemeindeschule von Sausnė und besuchte anschließend die Pfarrschule sowie später die orthodoxe Theologische Schule Riga sowie das orthodoxe Priesterseminar Riga, das er 1895 abschloss. Anschließend arbeitete er als Sekretär an der Theologischen Schule Riga und begann ein Studium der Rechtswissenschaften an der Kaiserlichen Universität Dorpat, welches er 1905 beendete. Nach seinem Studium war er in Riga als Assistent eines vereidigten Rechtsanwalts tätig, ehe er sich 1910 selbst als vereidigter Rechtsanwalt in Riga niederließ und sich in der Wissenskommission der Rigaer Lettischen Gesellschaft RLB (Rīgas Latviešu biedrība) engagierte. Im Herbst 1912 wurde er zum Abgeordneten der Russischen Staatsduma gewählt, der er in der 4. Legislaturperiode (1912 bis 1917) angehörte.
Während des Ersten Weltkriegs arbeitete Zālītis im Zentralkomitee für die Versorgung lettischer Flüchtlinge LBA (Latviešu bēgļu apgādāšanas) in Petrograd. 1915 engagierte er sich zusammen mit anderen Letten, die in die 4. Staatsduma Russlands gewählt wurden, im Organisationskomitee des Lettischen Schützenbataillons und gab gemeinsam mit Jānis Goldmanis den Slogan „Versammelt euch unter der lettischen Flagge!“ („Pulcējaties zem latviešu karogiem!“) heraus. Im September 1917 wurde er Mitglied des Provisorischen Lettischen Nationalrats LPNP (Latviešu Pagaidu Nacionālā Padome) und vertrat Lettland in den skandinavischen Ländern. 1918 kehrte er nach Riga zurück, wo er als Delegierter der Lettischen Radikaldemokratischen Partei (Latvijas Radikāldemokrātiskā partija) an der Gründung des Volksrates (Latvijas Tautas padome) und der Sitzung zur Proklamation des lettischen Staates teilnahm. Im ersten Kabinett von Ministerpräsident Kārlis Ulmanis war er vom 19. November 1918 bis zum 13. Juli 1919 erster Verteidigungsminister (Apsardzības ministrs).
Er starb am 9. Dezember 1919 in Riga an einer Lungenentzündung und wurde 1924 auf dem Rigaer Brüderfriedhof erneut begraben. Posthum erhielt er den Lāčplēsis-Kriegsorden 3. Klasse für die Organisation der Streitkräfte des Landes unter äußerst schwierigen Umständen und seine Teilnahme an ihrer Führung in entscheidenden Momenten im Lettischen Unabhängigkeitskrieg (18. November 1918 bis 11. August 1920) im März 1919. Er besuchte wiederholt die Front bei Venta, Sloka und Kalnciems, wo seine Anwesenheit in den Stellungen den Kampfgeist der Soldaten stärkte und so zu den ersten Siegen der lettischen Streitkräfte beitrug. 
1934 wurde in Riga eine Straße nach ihm benannt.